# Микола (Борецький)
Митрополит Київський і всієї України Миколай (в мирі — Борецький Микола; нар. 19 грудня 1879, Сарни — після 1935, ймовірно Ленінград) — український духовний діяч, другий митрополит відродженої 1921 року Української автокефальної православної церкви. Нащадок київського митрополита Йова Борецького.

## Біографія
Народився 19 грудня 1879 року містечку Сарни Липовецького повіту Київської губернії (нині село Монастирищенського району Черкаської області) в родині священника. Микола Борецький у п'ять років осиротів, по смерті батька при матері залишилося двоє дітей — Микола та старша сестра. Не маючи майже ніякої підтримки, мати почала працювати вчителькою у початковій школі в Сарнах. Коли хлопцеві виповнилося дев'ять років, вона віддала його до Уманської бурси, сама переїхала туди і почала утримувати сім'ю столуванням школярів та декого з педагогів.
У 1901 р. закінчив Київську духовну семінарію (РПЦ МП) та короткотермінові педагогічні курси в Харкові (1902). Висвячений на священника в 1904 році. Працював на Поділлі в парафіях: с. Коханівці, в містах Жмеринці та Гайсині. Законовчитель в різних школах: с. Коханівці, в м. Жмеринці в однокласових школах та в залізничній, в гімназії в м. Жмеринці, у Винницькому учительському інституті, в Черкасах в учительській семінарії та в Гайсині в дівочій гімназії.
Восени 1914 року Борецький виїхав на фронт Першої світової війни, де служив капеланом 250-го піхотного полку, а разом з тим і благочинним 65-ї дивізії. Після повернення з фронту навесні 1917 року він став настоятелем Миколаївського собору в місті Гайсині й невдовзі був обраний головою міської ради.
У 1918 р. за гетьманської влади подільський єпископ Російської православної церкви Пимен (Пєгов), затятий русифікатор (пізніше екзарх пробільшовицької Обновленської Церкви), заборонив Миколу Борецькому священнослужіння за те, що він використовував у службі українську мову. Але парафія не прийняла присланого Пименом настоятеля. У червні 1919 р. заборона повторилася, але намарне.
Влітку 1921 року, зазнавши гонінь радянської влади, отець Микола оголосив про свою приналежність до щойно створеної Української автокефальної православної церкви. Йому наслідували ще 50 священників, які разом з парафіями приєдналися до української церкви. А наприкінці жовтня 1921 року в київському Софійському соборі Всеукраїнський православний собор обрав отця Борецького на висвячення в єпископи для Гайсинщини. Борецькому невдовзі після обрання на єпископа довелося пережити двомісячний арешт.
15 лютого 1922 р. висвячений в єпископа Гайсинського УАПЦ. У 1922—1927 рр. — єпископ УАПЦ Гайсинської округи, настоятель Миколаївського храму в Гайсині.
На Другому Всеукраїнському Православному соборі в жовтні 1927 року єпископа Гайсинського Миколу Борецького обрано на митрополита Київського і всієї України замість Василя Липківського, усунутого з посади на вимогу радянської влади. Окрім митрополичого служіння він був у цей час також духовним керівником 12 парафій УАПЦ в Києві. У перші ж місяці свого перебування на катедрі першоієрарха УАПЦ митрополит відвідав чимало парафій: на Волині, Полтавщині, Чернігівщині, в Дніпропетровську, провів кілька єпископських пастирських нарад.
3 січня 1930 року митрополита Борецького допитано в Київському ГПУ з приводу його проповідей, виголошених у Києво-Михайлівському Золотоверхому соборі. 29 січня 1930 року на Надзвичайному соборі митрополит Борецький був примушений співробітниками ГПУ підписати акт «самоліквідацію» церкви (протоколи цього «собору» дослідникам невідомі).
У березні-квітні 1930 року митрополита Борецького не раз допитувало ГПУ, імовірно, зондуючи можливість його залучення до процесу Спілка визволення України (СВУ). 2 квітня 1930 року йому було висунуте обвинувачення в тому, що він, «використовуючи своє становище митрополита автокефальної Церкви, проводив протягом 1929 й початку 1930 року антирадянську роботу, що полягала в систематичних виступах його з церковної кафедри Софіївської церкви Києва з контрреволюційними промовами, що виховували людність в антирадянському дусі». Микола Борецький ці обвинувачення заперечив.
17 червня 1930 року Борецького заарештовано. Судова «трійка» при колегії ГПУ УСРР 4 липня ухвалила вирок — ув'язнити його у концтаборі терміном на вісім років. Борецького перевезли спочатку в розпорядження секретного відділу ОДПУ до Москви, а потім разом із групою засуджених у т. зв. справі СВУ — в м. Ярославль (нині місто в РФ) до політичного ізолятора. Там він тяжко захворів. Борецький відмовився підписати заяву до папи Римського про відсутність у Радянському Союзі переслідування за віру. Він був доведений тортурами до божевілля і вже тяжко хворий переведений до Соловецького концтабору, а потім як безнадійно психічно хворого було перевезено до Ленінградської психіатричної лікарні. Останні відомості про безпорадний стан митрополита надійшли до Вінниці у 1935 році. Подальша його доля невідома.

## Вшанування пам'яті

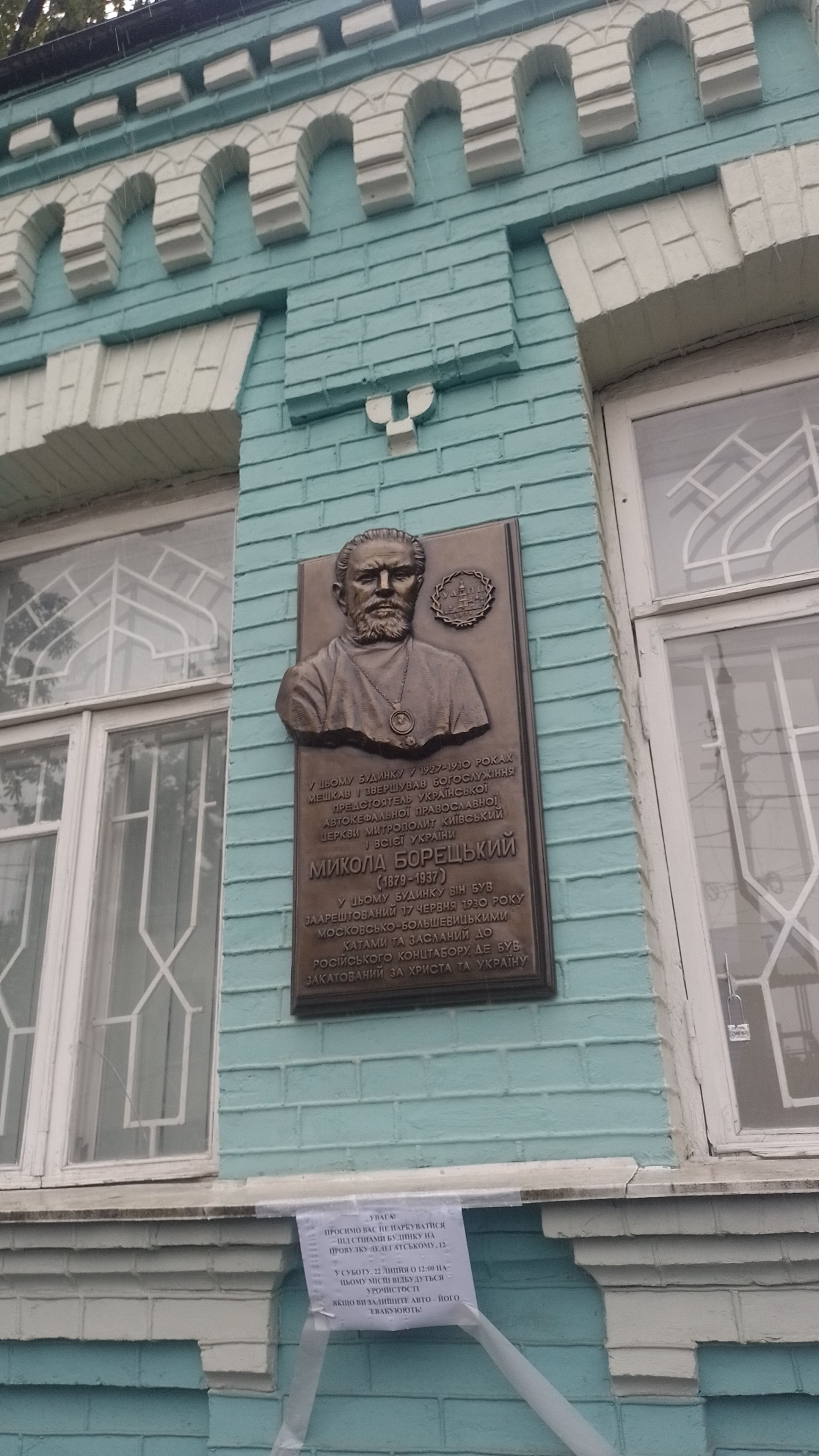
Меморіальний барельєф на честь Миколи Борецького в Києві

- У с. Сарни Монастирищенської міської громади Уманського району Черкаської області відкрито меморіальну дошку на честь М. М. Борецького[1].
- 22 липня 2023 в Києві освятили та урочисто відкрили меморіальний барельєф на честь Предстоятеля Української Автокефальної Православної Церкви митрополита Київського і всієї України Миколи Борецького. Ініціював його встановлення речник Генерального штабу Збройних Сил України, відомий український історик, краєзнавець і громадський діяч Андрій Ковальов. Барельєф відкрито на стіні будинку, у якому в 1927—1930 роках мешкав митрополит, на провулку Делегатському, 12[2].